# 이리시 (1988년 선거구)
이리시는 대한민국의 옛 국회의원 선거구이다. 당시 전라북도 이리시 지역을 관할했다.

## 역사
제13대 국회의원 선거를 앞두고 이리시·익산군 선거구에서 분리되면서 신설되었다.
1995년 5월, 이리시와 익산군이 통합되어 통합 익산시가 출범했다. 이에 제15대 국회의원 선거를 앞두고 익산시 갑 선거구와 익산시 을 선거구로 관할 구역이 각각 편입되면서 폐지되었다.

## 역대 국회의원
| 선거   | 정당 | 정당       | 의원 |
| ------ | ---- | ---------- | ---- |
| 1988년 |      | 평화민주당 | 이협 |
| 1992년 |      | 민주당     | 이협 |

## 역대 선거 결과

### 대한민국 제13대 국회의원 선거
|  | 68.84% |

|  | 28.74% |

|  | 1.91% |

|  | 0.48% |

### 대한민국 제14대 국회의원 선거
|  | 66.28% |

|  | 26.41% |

|  | 4.02% |

|  | 1.66% |

|  | 0.93% |

|  | 0.67% |